# Festival du film de Sarajevo
Pour les articles homonymes, voir SFF.
Le Festival du film de Sarajevo (ou SFF pour Sarajevo Film Festival) est un festival de cinéma se déroulant à Sarajevo (en Bosnie-Herzégovine). Il a été créé en  1995 lors du siège de Sarajevo.
Le festival se déroule habituellement en été.

## Prix décernés

### Prix FIPRESCI
- 1997 : Ma vie en rose d'Alain Berliner
- 1998 : Seul contre tous de Gaspar Noé
- 1999 : Dezember, 1-31 de Jan Peters
- 2000 : Bleeder de  Nicolas Winding Refn

### Prix du jury
- 1999 : Okraina de Pyotr Lutsik
- 2000 : Torowisko de Urszula Urbaniak
- 2004 : Mila ot Mars de Zornitsa Sophia
- 2005 : Lady Zee de Guéorgui Dioulguérov
- 2006 : Das Fräulein d'Andrea Štaka
- 2007 : Takva d'Özer Kiziltan

## Membre du jury des longs-métrages
24e édition (2018)
- Asghar Farhadi (président du jury), réalisateur et scénariste  Iran
- Judita Franković Brdar, actrice  Croatie
- Mike Goodridge,  Royaume-Uni
- Brigitte Lacombe, photographe  France
- Ana Urushadze, réalisatrice et scénariste  Géorgie

25e édition (2019)
- Ruben Östlund (président du jury), réalisateur et scénariste  Suède
- Bero Beyer, directeur du Festival international du film de Rotterdam  Pays-Bas
- Funa Maduka, directrice internationale des acquisitions et films originaux Netflix  Nigeria
- Jovana Stojiljkovic, actrice  Serbie
- Teona Strugar Mitevska, réalisatrice et scénariste  Macédoine

26e édition (2020)
- Michel Hazanavicius (président du jury), réalisateur  France
- Carlo Chatrian, directeur artistique de la Berlinale  Italie
- Jadranka Đokić, actrice  Croatie
- Srdan Golubović, réalisateur  Serbie
- Andrea Stavenhagen, chef de projet industrie et formation au Festival international du film de Morelia  Mexique

27e édition (2021)
- Jasna Đuričić (présidente du jury), actrice  Serbie
- Mike Cahill, réalisateur  États-Unis
- Lili Horvát, réalisatrice  Hongrie
- Eva Sangiorgi, directrice artistique du festival international du film de Vienne  Autriche
- Martin Schweighofer, directeur exécutif de l'Austrian Film Commission  Autriche

28e édition (2022)
- Sebastian Meise (président du jury), réalisateur  Autriche
- Lucile Hadžihalilović, réalisatrice  France
- Antoneta Alamat Kusijanović, réalisatrice  Croatie
- Milan Marić, acteur  Serbie
- Katriel Schory, producteur  Israël

29 édition (2023)
- Mia Wasikowska (présidente du jury), actrice  Australie
- Zlatko Burić, acteur  Croatie  Danemark
- Danica Curcic, actrice  Serbie
- Juraj Lerotić, réalisateur  Allemagne
- Josh Siegel, curateur du département film au Museum of Modern Art  États-Unis

30e édition (2024)
- Paul Schrader (président du jury), réalisateur  États-Unis
- Sebastian Cavazza (en), acteur  Slovaquie
- Una Gunjak (es), réalisatrice  Royaume-Uni
- Juho Kuosmanen, réalisateur  Finlande
- Noomi Rapace, actrice  Suède

31e édition (2025)
- Sergueï Loznitsa (président du jury), réalisateur  Ukraine
- Dragan Mićanović (en), acteur  Serbie
- Emanuel Pârvu, réalisateur  Roumanie
- Ena Sendijarević, réalisatrice  Bosnie-Herzégovine  Pays-Bas
- Tricia Tuttle, directrice du Festival de Berlin  États-Unis